# Distretto di Altamura
Il distretto di Altamura fu una circoscrizione amministrativa di secondo livello del Regno di Napoli e, quindi, del Regno delle Due Sicilie. Il distretto, subordinato alla provincia di Terra di Bari, era costituito da 10 comuni e un unito.

## Istituzione e soppressione
Fu costituito nel con la legge 132 del 1806 Sulla divisione ed amministrazione delle province del Regno, varata l'8 agosto di quell'anno da Giuseppe Bonaparte. Dopo l'occupazione garibaldina e l'annessione al Regno di Sardegna, del 1860, e con la proclamazione del Regno d'Italia, del 1861, l'ente fu soppresso.

## Suddivisione in circondari
Il distretto di Altamura, come gli altri distretti del reame, era suddiviso in successivi livelli amministrativi gerarchicamente dipendenti dal precedente. Al livello immediatamente successivo, infatti, vi erano i circondari, che, a loro volta, erano costituiti da comuni.
Le funzioni dei circondari riguardavano esclusivamente l'amministrazione della giustizia. Tali circoscrizioni, che costituivano il terzo livello amministrativo dello stato, delimitavano un ambito territoriale che abbracciava, generalmente, uno o più comuni, tra i quali veniva individuato un capoluogo. In particolare, il distretto di Altamura era suddiviso in 7 circondari, ciascuno dei quali includeva un unico comune, eccezion fatta per i circondari di Grumo, che era composto da tre comuni, di Noci, che comprendeva due comuni, e di Gravina, che includeva, oltre al capoluogo, il borgo di Poggiorsini.
Elenco dei circondari:
- Circondario di Altamura:
Altamura
- Circondario di Gravina:
Gravina (con il borgo aggregato di Poggiorsini[4])
- Circondario di Grumo:
Grumo, Binetto e Toritto
- Circondario di Cassano:
Cassano
- Circondario di Santeramo:
Santeramo
- Circondario di Gioja:
Gioja
- Circondario di Noci:
Noci e Alberobello